# 大阪バッファローズ
もしかして
- 大阪近鉄バファローズ

ではありませんか？